# توم شير
توم شير (بالإنجليزية: Tom Shear)‏ هو مغني وموسيقي أمريكي، ولد في 12 نوفمبر 1971 في ولاية كوليج في الولايات المتحدة.

## وصلات خارجية
- توم شير على موقع ميوزك برينز (الإنجليزية)
- توم شير على موقع ديسكوغز (الإنجليزية)